# هاري ستافورد
هاري ستافورد (بالإنجليزية: Harry Stafford)‏ (29 نوفمبر 1869 في المملكة المتحدة - 1940) هو لاعب كرة قدم بريطاني (وحمل سابقاً جنسية المملكة المتحدة لبريطانيا العظمى وأيرلندا) في مركز الدفاع. لعب مع مانشستر يونايتد ونادي ساوثبورت ونادي كرو ألكساندرا.